# МекКлиландова теорија постигнућа
МекКлиландова теорија постигнућа је теорија из психологије коју је створио амерички психолог Дејвид МекКлиланд , која истиче три људске потребе као најзначајније, и које обликују понашање особе, а то су потребе за успехом, припадношћу и моћи.
МекКлиланд је предложио теорију мотивације која се заснивала на теорији личности Хенрија Муреја (1938) која истиче свеобухватни модел људских потреба и мотивационих процеса. У својој књизи The achieving society (1961), тврди да се људска мотивација заснива на три доминантне потребе: потреба за успехом (N-Ach), потреба за моћи (N-Pow), и потреба за припадањем (N-Affil). Лични значај сваке од ових потреба се разликује од особе до особе, а на њих утиче и култура којој особа припада.
Тврдио је и да ови видови мотивације играју важну улогу и у друштвеним променама и еволуцији људског друштва.
У својој теорији постигнућа, која се заснива на Мурејевом моделу, МекКлиланд предлаже да се јединствене личне потребе неке особе стичу временом и да их обликују животна искуства.

### Потреба за успехом
Особе које имају снажну потребу за успехом жуде за признањима, и стога теже да избегавају и високоризичне и нискоризичне ситуације. Те особе избегавају нискоризичне ситуације јер лако постигнут успех и није значајан успех. Резултат високоризичних подухвата, пак, виде више као ствар случајности него нечијег личног труда и стога их не привлачи. Ове особе се одмеравају спрам неким стандарда изврсности или јединственог доприноса спрам којих процењују своје понашање и успех.
Особе са доста израженом потребом за успехом највише воле да раде на пословима где је осредња шанса за успех, најбоље ако је око 50%. Потребан им је редован фидбек како би могли да прате прогрес својих успеха. Воле да раде или сами или са другима који имају исту потребу за успехом.

### Потреба за припадањем
Особе које имају снажну потребу за припадношћу жуде за складним односима са другима и потребно им је да се осећају прихваћено. Теже да се прилагоде друштвеним нормама групе којој припадају.
Они имају снажну тежњу да остваре, одржавају и одреде блиске личне односе са другима.
Особе са доста израженом потребом за припадношћу воле да раде посао који подразумева значајне личне односе. Добро се показују у раду са корисницима услуга и ситуацијама са клијентима.

### Потреба за моћи
Потреба за моћи код неке особе може да буде потреба за личном моћи или за институционалном. Они који желе личну моћ желе да усмеравају друге, и то се најчешће сматра непожељним. Они који желе институционалну моћ (тј. друштвену моћ), желе да организују напоре других како би и постигла бољи успех.